# Saint-Rome-de-Tarn

Saint-Rome-de-Tarn este o comună în departamentul Aveyron din sudul Franței. În 1 ianuarie 2022 avea o populație de 899 de locuitori.